# Coremiocnemis valida
Coremiocnemis valida é uma espécie de aranha pertencente à família Theraphosidae.